# Copinsay
Copinsay est une île du Royaume-Uni située dans l'archipel des Orcades au nord de l'Écosse.

## Géographie
Elle est située à environ trois kilomètres à l'est de Mainland, l'île principale de l'archipel.
Cette petite île de 0,73 km2 est gérée comme une réserve d'oiseaux. Avec les îlots voisins elle est classée zone de protection spéciale par la Directive oiseaux.

## Phare
Elle est inhabitée depuis les années 1970 et possède un phare  construit en 1915 et automatisée en 1991.

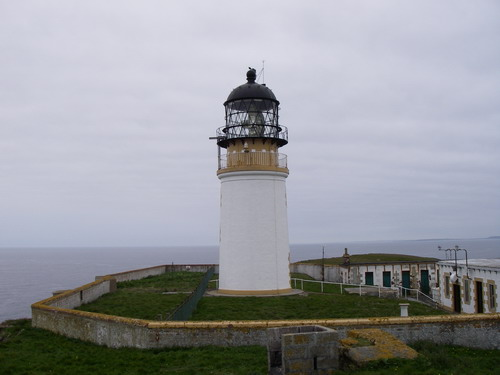
Phare de Copinsay